# کیم می-یونگ (تکواندوکار)
کیم می-یونگ (انگلیسی: Kim Mi-young) یک تکواندوکار اهل کره جنوبی است.
وی در مسابقات قهرمانی تکواندو جهان در سال ۱۹۹۳ در شهر نیویورک، موفق به کسب مدال طلا در کلاس سبک‌وزن شد. در مسابقات تکواندو قهرمانی آسیا در سال ۱۹۹۸ در هوشی‌مین، ویتنام نیز مدال طلا را بدست آورد.